# Celaya (municipi)
Celaya és un municipi de l'estat de Guanajuato. Celaya és el cap de municipi i principal centre de població d'aquesta municipalitat. Aquest municipi és a la part sud de l'estat de Guanajuato. Limita al nord amb els municipis de León, al sud amb Irapuato, a l'oest amb San Francisco del Rincón i a l'est amb l'estat Querétaro.